# Zsolnay András
Zsolnay András névvariáns: Zsolnai András (Budapest, 1952. március 17. –) magyar színész.

## Életpálya
Budapesten a Petőfi Gimnáziumban érettségizett, Középiskolás diákként megnyerte Kiskőrösön a Petőfi Sándor országos versmondóversenyt. Jelentkezett a színművészeti főiskolára, de nem vették fel ezért 1970-1973-ig a Nemzeti Színház stúdiósa volt. 

„A Nemzeti stúdiójában voltam három évig, majd a Madách Színház fellépti díjasa egy évadon át. Ötödszörre vettek fel a színművészetire.”

Vámos László tanítványaként 1978-ban végzett a Színház- és Filmművészeti Főiskolán. Egy évadot a Veszprémi Petőfi Színházban töltött. 1979 -1982 között a debreceni Csokonai Színház, 1982-1984 között a győri Kisfaludy Színház tagja volt. 1984-től a József Attila Színházban játszott. 1994-től 1998-ig  és 2003-tól  a soproni Petőfi Színház, 2005-től a Turay Ida Színház művésze volt. Játszott többek között a Tatabányán, a Jászai Mari Színházban, az Újpest Színházban, a Karinthy Színházban, a Gózon Gyula Kamaraszínházban és a Budaörsi Latinovits Színház is.

## Fontosabb színházi szerepei
- Karinthy Ferenc: Gellérthegyi álmok... fiú
- Dario Fo: Nem fizetünk, nem fizetünk... Luigi
- Franz von Suppé: Boccaccio... Bodnár mester
- Lev Nyikolajevics Tolsztoj: Élő holttest... Afremov
- Dóczy Lajos: A csók... Sobrinius, a pap
- Darvas József: Pitypang... agronómus
- Gyurkovics Tibor: Nagyvizit... Dezső
- Murray Schisgal: Szerelem, ó!... Harry
- Valentyin Petrovics Katajev: Bolond vasárnap... Alex
- Sławomir Mrożek: Mulatság... S legény
- Léon Gandillot – Fényes Szabolcs – Szenes Iván: A kikapós patikárius... Patikus
- Kálmán Imre: Marica grófnő... Dragomir Móricz herceg
- Szigligeti Ede: Liliomfi... Schwarcz Adolf
- Heltai Jenő: Naftalin... Kapronczay
- Horváth Péter: Csao Bambino... Engels
- Tennessee Williams: Az ifjúság édes madara... George Scudder; Stuff
- Ion Luca Caragiale: Az elveszett levél... Ionescu
- William Shakespeare: Hamlet... Bernardo
- William Shakespeare: Vízkereszt, vagy amit akartok... Orsino
- William Shakespeare: Tévedések vígjátéka... Angelo
- William Shakespeare: A makrancos hölgy... Gremio; Tranio, Lucentio szolgája
- William Shakespeare: III. Richárd... Tyrrel
- William Shakespeare: Sok hűhó semmiért... Baltazár, énekes Don Pedro szolgálatában
- William Shakespeare: Szentivánéji álom... Thisbe
- Claude Magnier: Oscar... Oscar
- Leon Gandillot – Fényes Szabolcs – Szenes Iván: A kikapós patikárius... Carjol, patikussegéd
- Alan Ayckbourn: Keresztül-kasul... William Featherstone
- Stephen Poliakoff: Cukorváros... Rex
- Topelius Sakaria: Hamupipőke... Grim udvarmester (Agria Nyári Játékok, Eger)
- Betty Comden – Adolf Green – Charles Strouse – Les Adams: Taps... Peter, Margo ügynöke
- Benjamin Jonson: Volpone... Voltaire
- Szomaházy István – Békeffi István – Lajtai Lajos: Mesék az írógépről... Széky Emil
- Arthur Rose – Douglas Furber – Noel Gay: Me and my girl... Lord Battersby
- Molnár Ferenc: Az ibolya... színigazgató
- Molnár Ferenc: Előjáték Lear királyhoz... Burgundi fejedelem
- Grigorosz Xenopulosz: A kísértés... Gergosz Drongasz ügyvéd, Polixeni férje
- Max Frisch: Andorra... asztalos
- Kiss Dénes: Héterősek... Király
- Alexander Breffort – Marguerite Monnot: Irma, te édes
- N. Richard Nash: Az esőcsináló... Sheriff
- Örkény István: Kulcskeresők... A bolyongó
- Aldo Nicolaj: Hamlet pikáns szószban... Claudius; Helios; Polonius
- Federico García Lorca: A kertész kutyája... Ludovico
- Kisfaludy Károly: A pártütők... Palkó (Kisvárdai Várszínház)
- Madách Imre - Papp Gyula: Az első sírásó... a halál
- Fjodor Mihajlovics Dosztojevszkij: A Karamazov testvérek... Kalganov  (Vígszínház)
- Molnár Ferenc: A doktor úr... Csató fogalmazó
- Valentyin Petrovics Katajev – Aldobolyi Nagy György: Bolond vasárnap... Alex portás  (Karinthy Színház)
- Szirmai Albert – Bakonyi Károly – Gábor Andor: Mágnás Miska... Eleméry gróf (Jászai Mari Színház, Tatabánya)
- Madách Imre: Mózes... Áron (Evangélium Színház)
- Franz von Suppé: Boccaccio... Lotteringhi, bodnár (József Attila Színház)
- Bertolt Brecht – Kurt Weill: Koldusopera... Ede (József Attila Színház)
- Molnár Ferenc: A Pál utcai fiúk... Csetneky úr (József Attila Színház)
- George Bernard Shaw: Szent Johanna... Jean Le Maitre (főinkvizítor) (Evangélium Színház)
- Illyés Gyula: Fáklyaláng... Battyányi Kázmér (Evangélium Színház)
- Robert Bolt: Egy ember az örökkévalóságnak (Morus Tamás)... Chapuys (Evangélium Színház)
- Pierre Barillet – Jean-Pierre Grédy – Nádas Gábor – Szenes Iván: A kaktusz virága... Cochet úr (Soproni Petőfi Színház)
- Ödön von Horváth: A végítélet napja... Pokorny (a megboldogult mozdonyvezető) (Soproni Petőfi Színház)
- Lehár Ferenc: A víg özvegy... Bogdanowitsch (Soproni Petőfi Színház)
- Szophoklész: Antigoné... Thebai tanácsadók (Budaörsi Latinovits Színház)
- Carlo Goldoni: Mirandolina... Orlando, szolga a lovagnál (A Zichy-kastély kertjében)
- Brandon Thomas: Charley nénje... Brasett (szolga) (Soproni Petőfi Színház)
- Neil Simon: Mezitláb a parkban... Telefonszerelő
- Márai Sándor: Kassai polgárok... Leonardus (szűcs) (Budaörsi Latinovits Színház)
- Arisztophanész: Lysistrate... Tanácsos (Budaörsi Latinovits Színház)
- Fjodor Mihajlovics Dosztojevszkij: A Karamazov testvérek... Kalganov
- Jean Anouilh: Becket avagy Isten becsülete... Angol báró II. (Soproni Petőfi Színház)
- Thuróczy Katalin: Kerített város... Szentbertalany Menyhért (Soproni Petőfi Színház)
- Alfred Grünwald – Kálmán Imre – Julius Brammer: A montmartrei Ibolya... Frascatti (hadügyminiszter) (Soproni Petőfi Színház)
- Sarkadi Imre: Oszlopos Simeon... Szabó (bútoros maszek) (Soproni Petőfi Színház)
- Szilágyi László – Eisemann Mihály: Zsákbamacska... Fracák (Turay Ida Színház)
- Tennessee Williams: Az ifjúság édes madara... George Scudder (Soproni Petőfi Színház)
- Hans Christian Andersen – Harmath Imre – Lénárt László: A kis hableány... Triton (Karinthy Színház)
- Ray Cooney: Páratlan páros... Porterhouse (detektív felügyelő) (Soproni Petőfi Színház)
- Reginald Rose: Tizenkét dühös ember... 1. esküdt (Elnök) (Soproni Petőfi Színház) (Gózon Gyula Kamaraszínház)
- Rideg Sándor: Indul a bakterház... Jóska csendőr (Turay Ida Színház)
- Móricz Zsigmond: Légy jó mindhalálig... István bácsi (pedellus) (Soproni Petőfi Színház)
- Tamási Áron: Vitéz lélek... Csorba (Soproni Petőfi Színház)
- Wolfgang Amadeus Mozart: A varázsfuvola... Rabszolga (Magyar Állami Operaház)
- William Shakespeare: Hamlet... Bernardo (katona,pap) (Soproni Petőfi Színház)
- Georges Feydeau – Szentirmai Ákos – Bradányi Iván: Osztrigás Mici... Petypon (Soproni Petőfi Színház; Turay Ida Színház)
- Márai Sándor: A gyertyák csonkig égnek... Vadász (Soproni Petőfi Színház)
- Betlehem csillaga... Menyhért  (Turay Ida Színház)
- Huszka Jenő – Bakonyi Károly – Martos Ferenc: Bob herceg... Pickwick (korcsmáros) (Turay Ida Színház)
- Pozsgai Zsolt: Holle anyó... Óriásbéka (Turay Ida Színház)
- Richard Rodgers: A muzsika hangja... Elberfeld báró (Soproni Petőfi Színház)
- Németh László: Bodnárné... Halász (intéző)  (Újpest Színház)
- Mitch Leigh – Joe Darion – Dale Wassermann: La Mancha lovagja... Az Inkvizíció kapitánya (Soproni Petőfi Színház)
- Molnár Ferenc: A doktor úr... Földrajz tanár (Turay Ida Színház)
- N. Richard Nash: Az esőcsináló... A sheriff (Turay Ida Színház)
- Jókai Mór: A kőszívű ember fiai... Jozef (Soproni Petőfi Színház)
- Katona József: Bánk bán... Miska bán (Soproni Petőfi Színház)
- Charles Perrault: Csipkerózsika... Király (Turay Ida Színház)
- Rideg Sándor: Indul a bakterház... Jóska csendőr
- Csurka István: Eredeti helyszín... A csapó (Karinthy Színház)
- Csurka István: Házmestersirató... Lippai
- Hubay Miklós – Vas István – Ránki György: Egy szerelem három éjszakája... Légós (József Attila Színház)
- Tamási Áron: Vitéz lélek...  Csorba
- Nóti Károly – Márkus Alfréd – Nádassy László: Maga lesz a férjem!...Demeter  (Turay Ida Színház)
- Romhányi József – Rigó Béla – Bor Viktor: Mézga Géza...Máris szomszéd (Gózon Gyula Kamaraszínház)
- Mark Twain: Tom Sawyer kalandjai... (Turay Ida Színház)
- Paul Schurek – Mikó István: Utcazenészek... Detektív (Turay Ida Színház)
- Huszka Jenő – Martos Ferenc: Gül baba... Börtönőr (Turay Ida Színház)
- Topolcsányi Laura: Manók az erdélyi havasokból... szereplő (Turay Ida Színház)
- Móra Ferenc – Topolcsányi Laura: A didergő király... A didergő király (Turay Ida Színház)
- Novák János – Nemes Nagy Ágnes: Bors néni... Vízimolnár
- Topolcsányi Laura: Doktornők... Tábori lelkész (Turay Ida Színház)
- John Steinbeck: Egerek és emberek... Főnök (Turay Ida Színház)
- Franz von Suppé: Boccaccio...  Hordómester
- Kodály Zoltán: Háry János... Ebelasztin báró
- Kálmán Imre: Marica grófnő... Alfréd; Dragomir
- Kálmán Imre: Montmartre-i ibolya... Frascatti
- Bozsó József: Mátyás és a bolondkirály... Főminiszter (Veszprémi Petőfi Színház)
- Kocsák Tibor – Bozsó József: Kukac Kata kalandjai... Papa - 008-as rügynök és Bölcs bagoly (Magyar Zenés Színház)
- Szirmai Albert – Bakonyi Károly – Gábor Andor: Mágnás Miska... Komornyik (Turay Ida Színház)
- Schönthan testvérek – Kellér Dezső – Horváth Jenő –Szenes Iván: A szabin nők elrablása... Szilvássy Béla, állatorvos
- Bálint Ágnes – Bor Viktor – Lénárt László: Frakk a macskák réme... Károly bácsi (Pesti Művész Színház)
- Hans Christian Andersen: A kis hableány... Triton király
- Huszka Jenő  – Bakonyi Károly – Martos Ferenc: Bob herceg... Pickwick, kocsmáros (Veszprémi Petőfi Színház)
- Bertolt Brecht: Kurázsi mama... Az időskatona, A verbuváló, Paraszt (Veszprémi Petőfi Színház)

## Filmes és televíziós szerepei
- Cigánykerék (1976)
- Sir John Falstaff (1977)
- Negyedik forduló (1978)
- Pénzt Marijának (1979)
- Az erőd (1979)
- Tánya (1986)
- A kikapós patikárius (1986)
- Miss Arizona (1988)
- Linda (sorozat) A régi barát című rész (1989)
- Labdaálmok (1989)
- Ismeretlen ismerős (1989)
- Nem érsz a halálodig (1990)
- Jacques Offenbach: Orfeusz az alvilágban
- Angyalbőrben (sorozat) Military Boutique című rész (1990) Bakafácán című rész (1990) Borcsata című rész (1990) Military-tours című rész (1991) Elveszett szakasz című rész (1991)
- Frici, a vállalkozó szellem - 21. rész (1993)
- Kisváros (sorozat) Reptéri fogás című rész (1997) Az idegen lány című rész (1997)
- TV a város szélén (sorozat) Bízzátok Emilre! című rész (1998)
- Az öt zsaru (sorozat) Gyerekcsínyek című rész (1999)
- Marslakók (sorozat) 24. rész (2012)